# Cyathea rosenstockii
Cyathea rosenstockii är en ormbunkeart som beskrevs av Guido Georg Wilhelm Brause. Cyathea rosenstockii ingår i släktet Cyathea och familjen Cyatheaceae. Inga underarter finns listade.